# Dreiecksdiagramm

Diagramm zur Entflammbarkeit von Methan

Das Dreiecksdiagramm gehört zu den Darstellungsformen der Nomogramme, d. h. graphisch umgesetzten mathematischen Gleichungen. Es eignet sich zur Darstellung einer konstanten Summe, die in drei Summanden zerlegt wird. Die mathematische Grundlage liefert hierfür der Satz von Viviani. In der Regel wird es bei der Strukturierung eines Wertes von 100 % (komplementäre Merkmale) verwendet, wie beispielsweise bei der Altersstruktur (Aufteilung in die Altersklassen Vorerwerbs-, Erwerbs- und Rentenalter). Weitere Beispiele sind die Gliederung der Wirtschaft in die drei Wirtschaftssektoren oder die Flächennutzung (Siedlungsfläche, land- und forstwirtschaftliche genutzte Fläche, unproduktives Land), Struktur der Landwirtschaftlichen Nutzfläche (Ackerland, Wiesland, Weideland) oder die Zusammensetzung ternärer Gemische.
Ein Vorteil des Dreiecksdiagramms ist es, dass man die Entwicklung von Strukturverschiebungen im Zeitverlauf und dabei auch den Strukturvergleich sehr übersichtlich darstellen kann.
Zeichnerisch werden dazu in einem gleichseitigen Dreieck Parallelscharen zu den Seiten konstruiert. Dabei empfiehlt es sich, entweder die Parallelscharen sichtbar als Gitterlinien in das Dreieck zu zeichnen oder die Teilstriche der Skalenlinien so lang zu zeichnen, dass das Konstruktionsnetz im Innern des Dreiecks noch erkennbar ist.
Hat die Grundachse ihren Nullpunkt in der linken unteren Ecke des Dreiecks, erhält die rechte untere Ecke den Wert 100, und die Skala ist als Parallelschar an der linken Seite des Dreiecks orientiert. Die rechte Achse hat ihren Ursprung in der rechten unteren Ecke, den Wert 100 in der Spitze des Dreiecks, und die Werteparallelen orientieren sich an der Grundachse. Die letzte Werteachse wird durch die linke Dreiecksseite dargestellt. Ihr Nullpunkt liegt in der Dreiecksspitze, der Wert 100 im linken Eckpunkt, und die Koordinatenlinien verlaufen parallel zur rechten Dreiecksseite.

## Liste ausgewählter Dreiecksdiagramme
- Chromatizitätsdiagramm
- Dalitz-Diagramm
- Johnstone-Dreieck